# Janice Gould
Janice Gould (San Diego, Califòrnia, 1949) ésa una escriptora nord-americana d'ètnia maidu konkow. És graduada en anglès a Berkeley, treballa de professora de literatura nativa americana i és militant lesbiana. Ha escrit Beneath my heart (1990) i Earthquake weather (1996).